# 독일 국가인민당
독일 국가인민당(독일어: Deutschnationale Volkspartei, 도이치 나치오날 볼크스 파르타이[*], DNVP) 은 바이마르 공화국 시대의 우익 정당이다.
독일 11월 혁명이 일어나 독일 제국이 붕괴하고, 제1차 세계 대전이 독일의 패전으로 끝난 1918년에 창당되었다. 독일 조국당 인사들과 제정 시대의 정당인 독일 보수당(Deutsche Konservative Partei, DKP), 자유보수당(Freikonservative Partei, FKP), 그리고 국민자유당(Nationalliberale Partei, NLP)의 일부가 합류하여 결성된 정당으로, 유복한 지주나 실업가 등이 중심 지지층이었다.
전통적이며 보수적인 정책을 지향하여 부유층을 이익을 최우선으로 하는 부르주아 정당이었으며, 독일 제정의 복고파가 많아 바이마르 헌법과 공화제에 반대하였다. 그로 인해 독일 사회민주당 등의 온건 좌파가 이끄는 바이마르 공화국 정부에 대해선 기본적으로 야당의 입장을 취하고 있었다.
1920년에 열린 선거에서 세력을 형성, 그 뒤 온건파 의원들이 내각에 진출해 바이마르 공화국 정부에 협력하기도 했으나, 1928년 강경파 알프레트 후겐베르크가 당수에 오르면서, 다시 보수 야당의 입장으로 돌아섰다.
1929년 대공황이 일어나면서 경제 위기와 공산주의의 대두를 두려워한 재계를 대변했던 후겐베르크의 국가인민당은, 아돌프 히틀러가 인솔하는 국가사회주의 독일 노동자당 (나치당) 과 프란츠 젤테가 이끄는 철모단과 동맹 관계를 맺어 하인리히 브뤼닝 내각을 공격하였다.
국가인민당은 브뤼닝 내각이 1932년에 붕괴되면서, 프란츠 폰 파펜에 협력하여 파펜 내각에 국가인민당계의 무소속 우파들을 진출시켰고, 파펜 내각이 무너지고 슐라이허 내각이 성립되면서 다시 나치당과 제휴하여 1933년 1월, 나치당·철모단·귀족층 등의 보수 우파의 연립을 성립시켜 아돌프 히틀러를 총리로 추대하였다.
1933년 6월 히틀러는 나치당을 제외한 독일 안의 모든 정당들을 해산시켰고, 후겐베르크는 행정부에서 축출되었다.
전후 독일 연방 공화국의 보수 세력은 독일 기독민주연합 (CDU) 와 독일 기독사회연합 (CSU) 아래에서 하나가 되어, 사회민주주의를 표방하는 독일 사회민주당과 경쟁을 벌였고, 그 때문에 국가인민당과 같은 위치의 정당은 존재하지 않았다. 1962년에 한 번 네오나치 사람들이 국가인민당과 같은 이름의 정당을 만들었지만, 곧 군소 정당 국가민주당 (Nationaldemokratische Partei Deutschlands, NPD) 과 합병되어 사라졌다.

## 역대 당수
- 1918-1924 오스카르 헤르크트 (Oskar Hergt) (1869-1967)
- 1924-1928 쿠노 폰 베스타르프 백작 (Kuno Graf von Westarp) (1864-1945)
- 1928-1933 알프레트 후겐베르크 (Alfred Hugenberg) (1865-1951)